# Ciucur-Mingir, Cimișlia
Ciucur-Mingir este un sat din raionul Cimișlia, Republica Moldova.

## Demografie

### Structura etnică
Structura etnică a localității conform recensământului populației din 2004:
| Grup etnic                                               | Populație | % Procentaj  |
| -------------------------------------------------------- | --------- | ------------ |
| Băștinași declarați Moldoveni Băștinași declarați Români | 1.898 9   | 97,63% 0,46% |
| Ruși                                                     | 11        | 0,57%        |
| Ucraineni                                                | 11        | 0,57%        |
| Găgăuzi                                                  | 8         | 0,41%        |
| Bulgari                                                  | 7         | 0,36%        |
| Total                                                    | 1.944     |              |

## Administrație și politică
Componența Consiliului local Ciucur-Mingir (11 consilieri), ales la 5 noiembrie 2023, este următoarea:
|  | Partid                            | Consilieri | Componență | Componență | Componență | Componență |
|  | --------------------------------- | ---------- | ---------- | ---------- | ---------- | ---------- |
|  | Partidul Social Democrat European | 4          |            |            |            |            |
|  | Partidul Acțiune și Solidaritate  | 4          |            |            |            |            |
|  | Platforma Demnitate și Adevăr     | 3          |            |            |            |            |

## Galerie de imagini

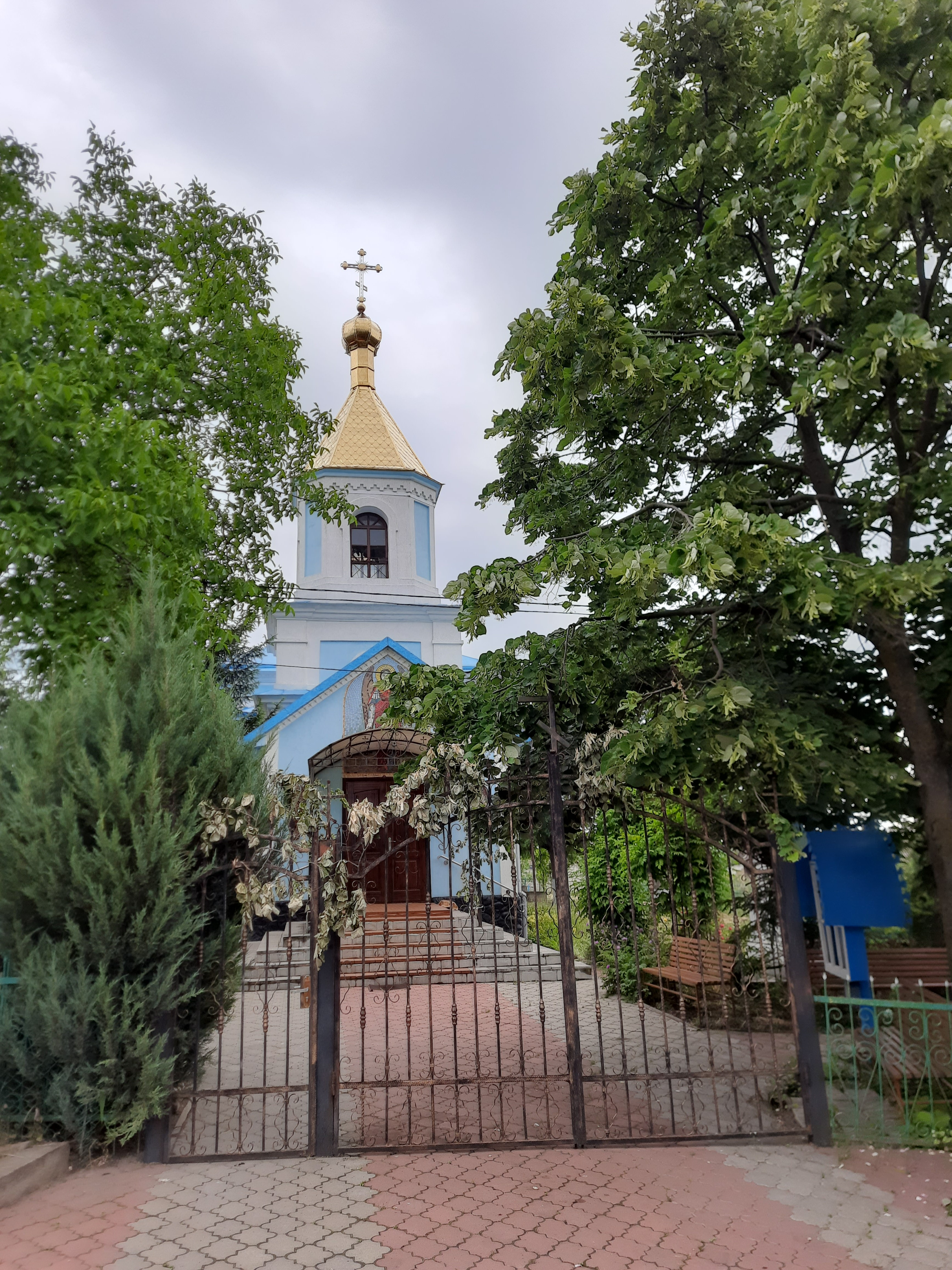
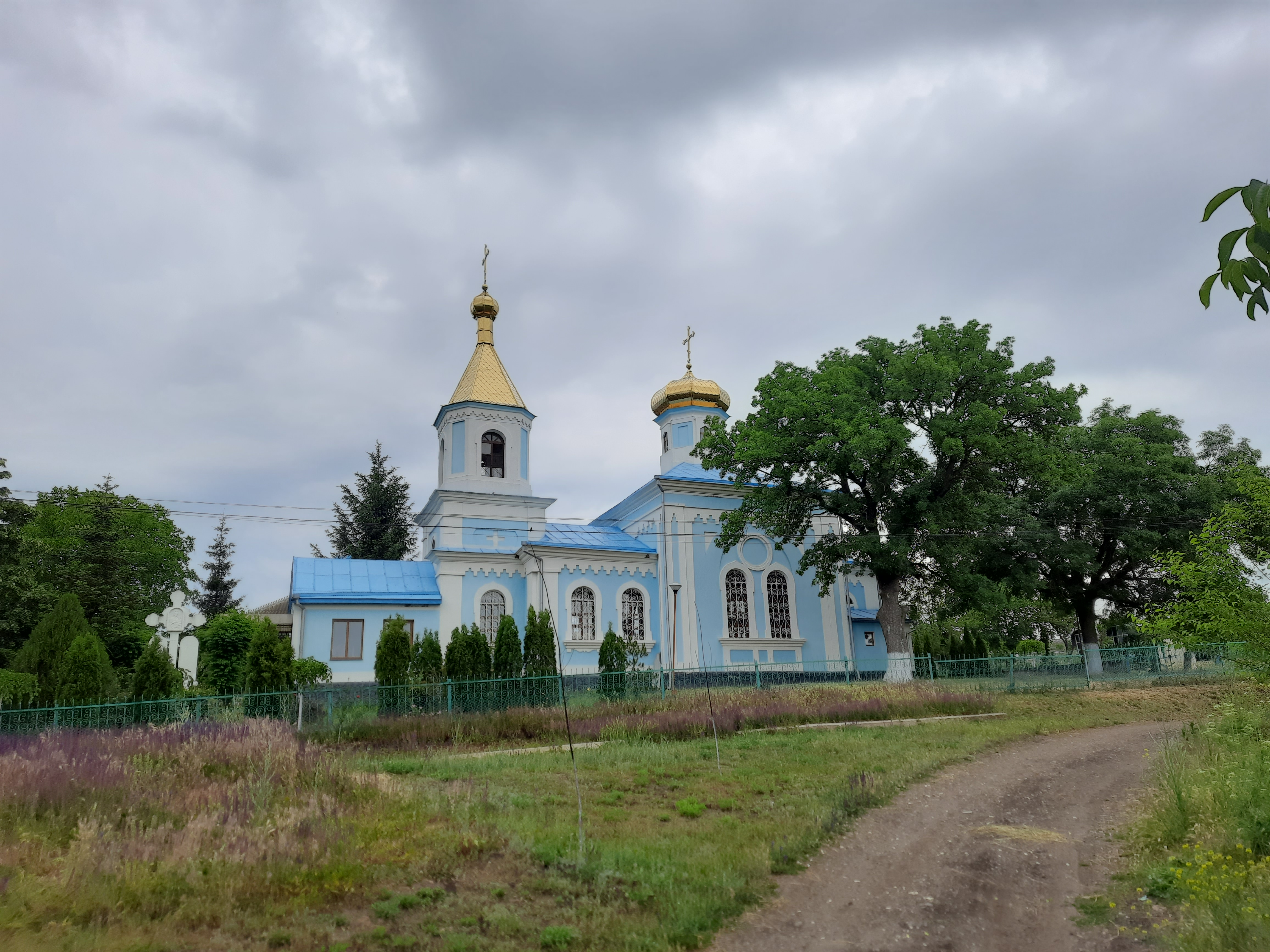
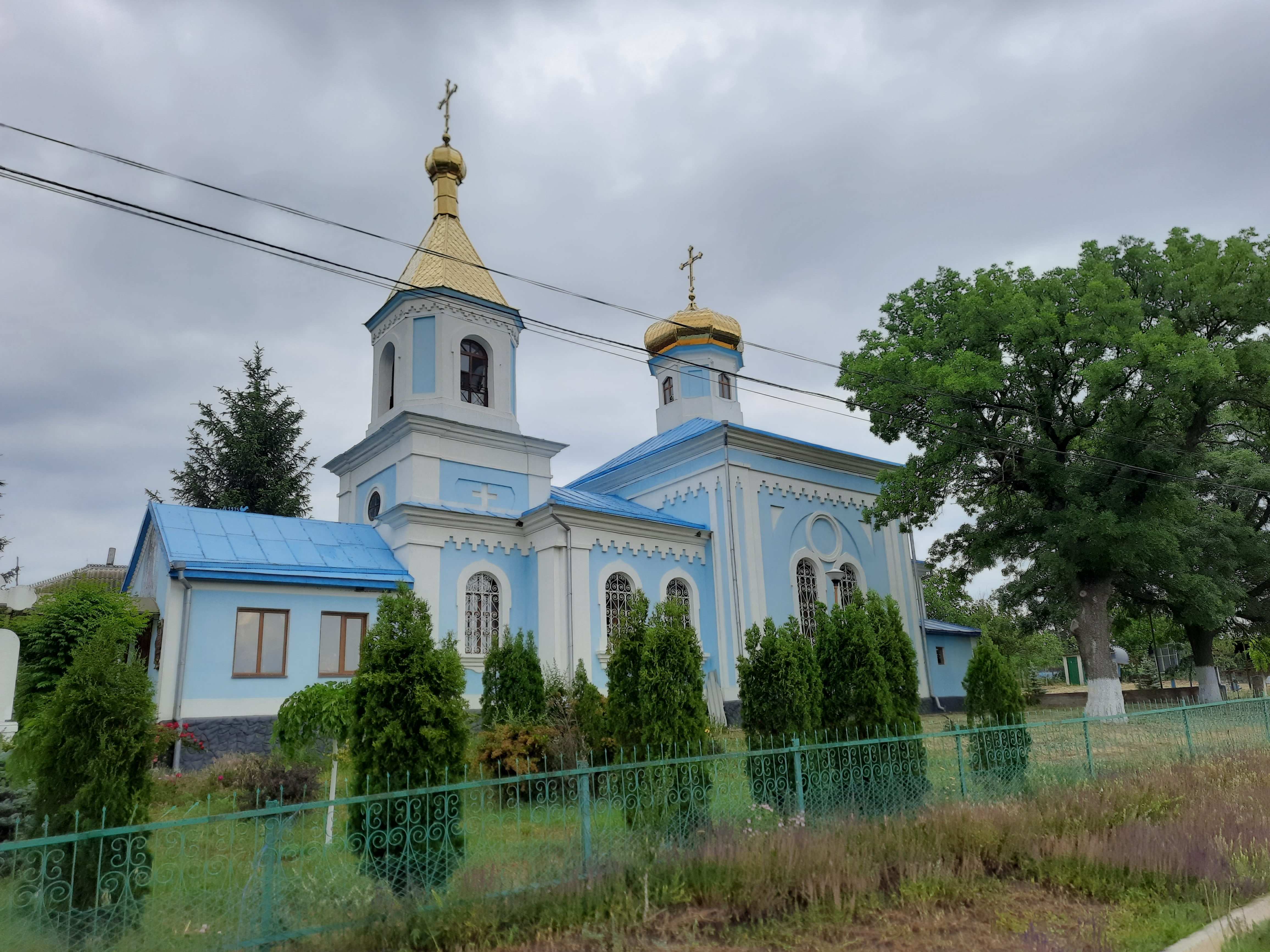
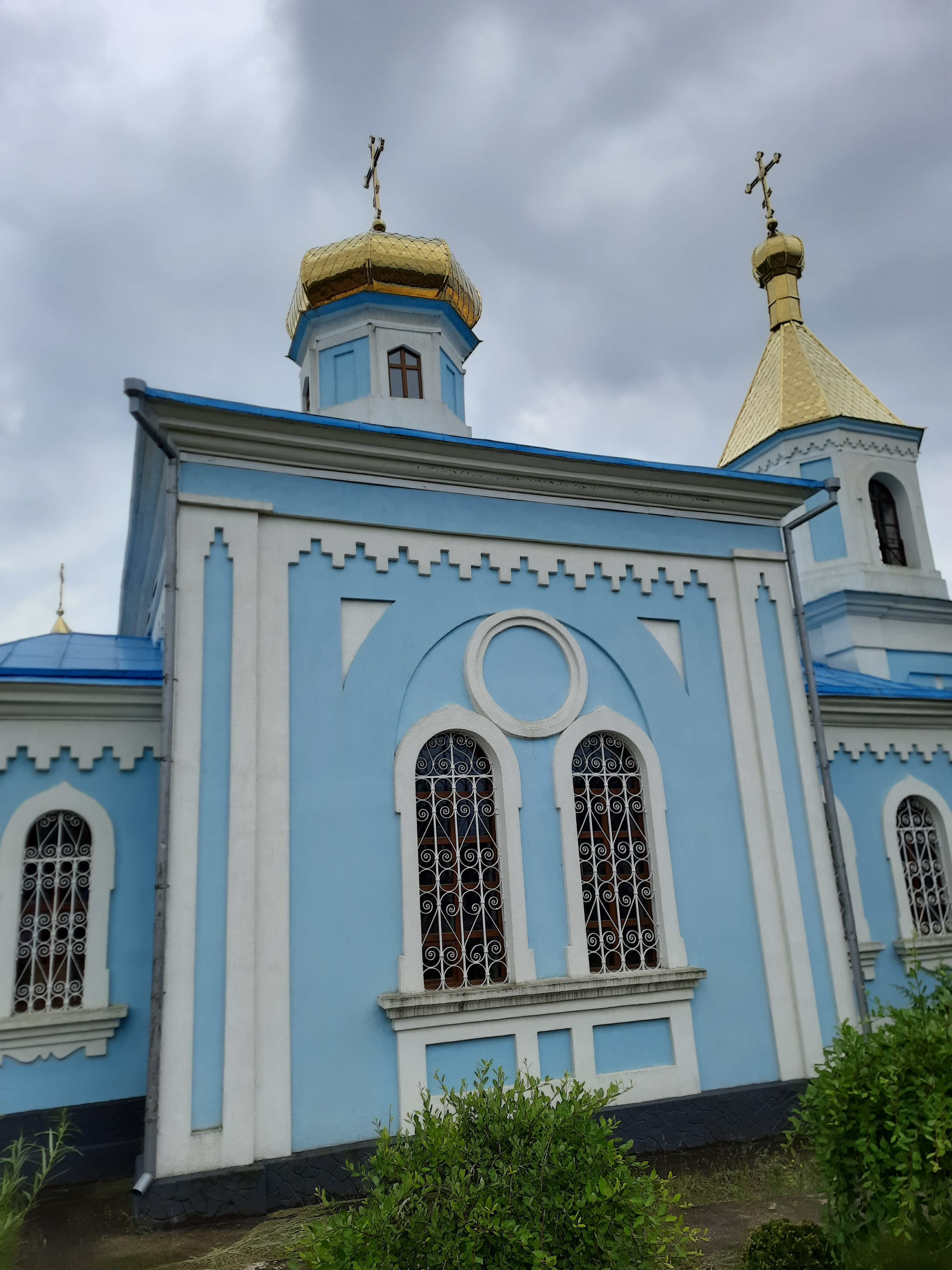
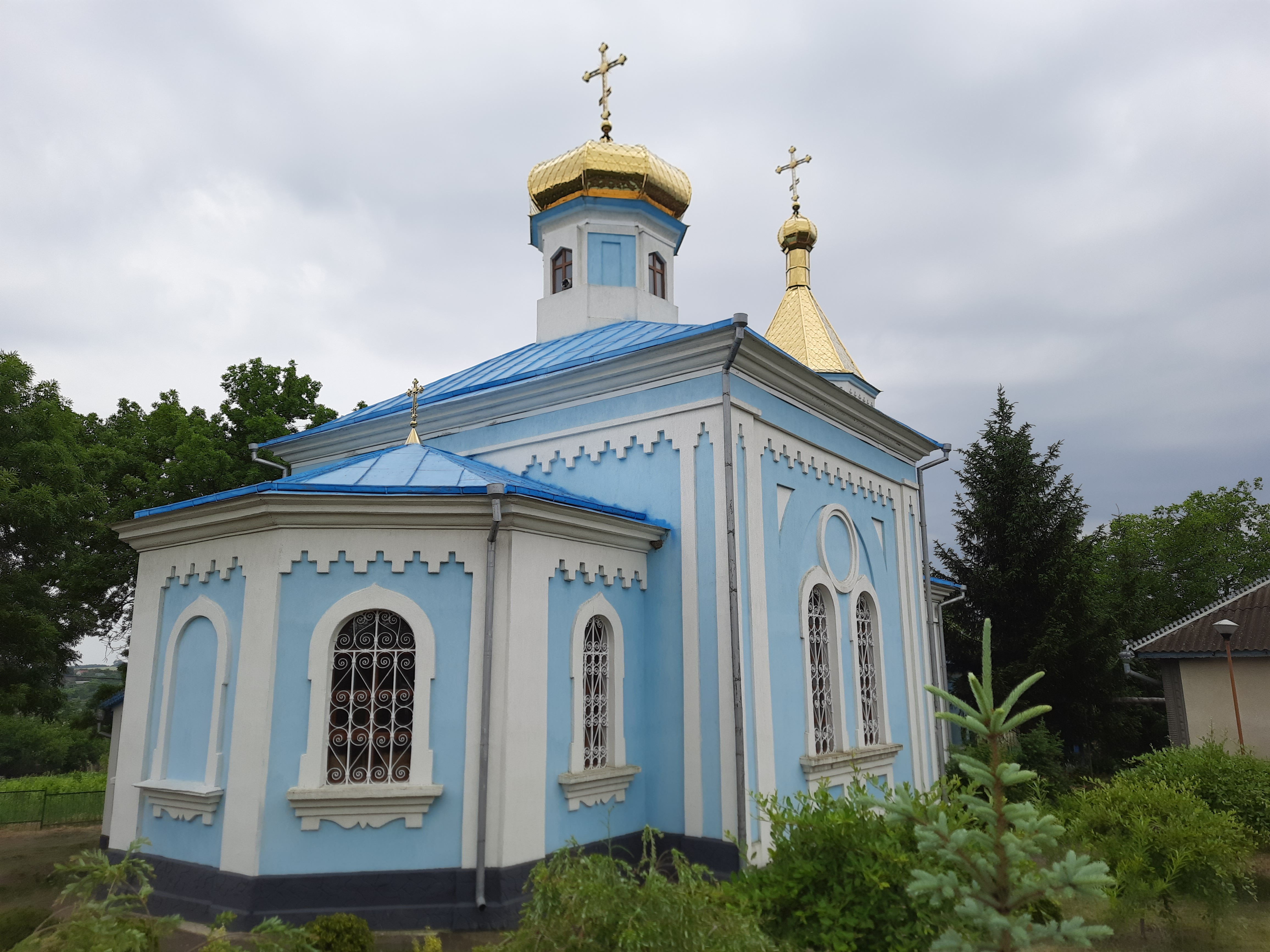
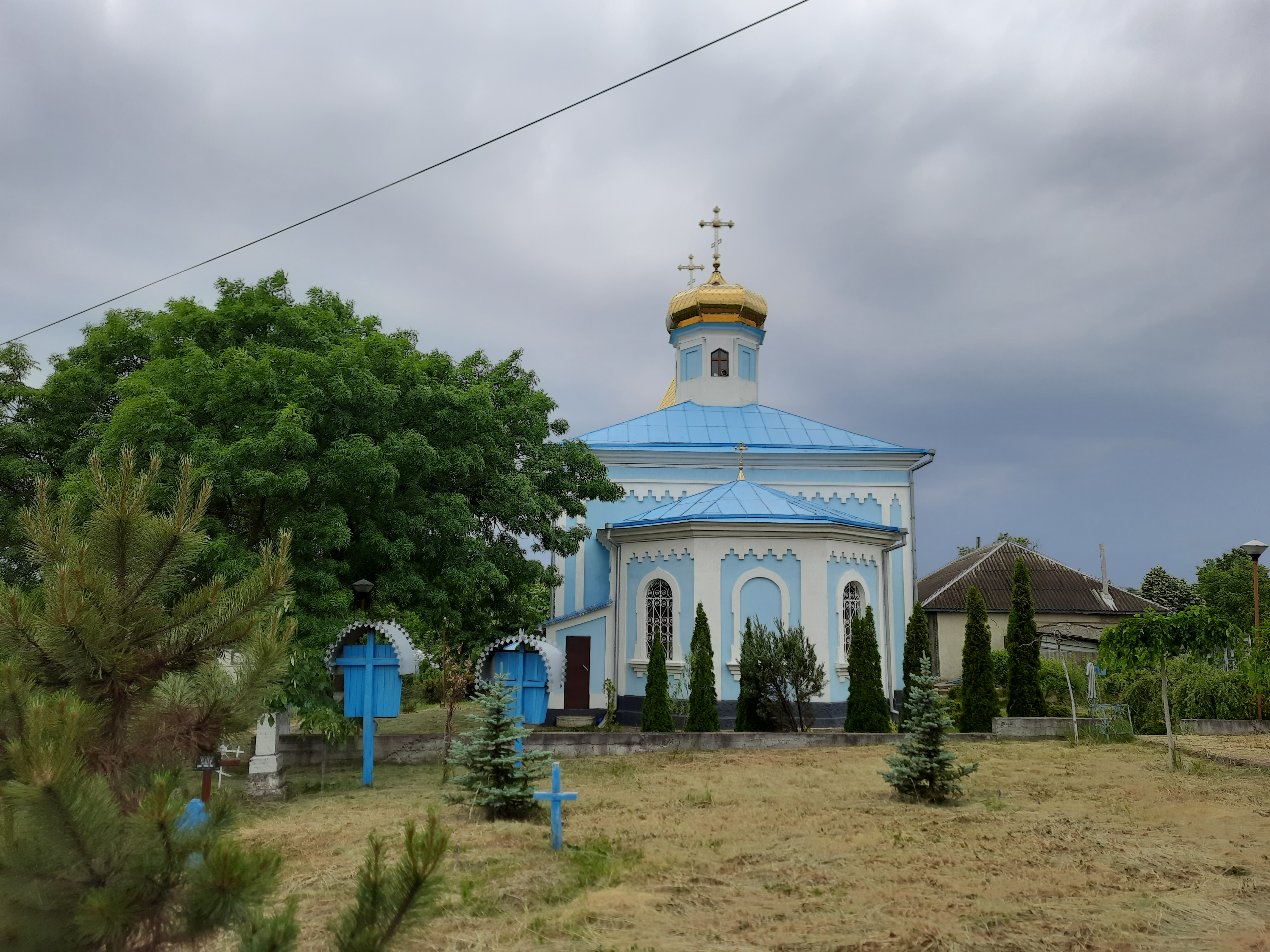

Biserica „Sf. Arhangheli Mihail și Gavriil”, monument ocrotit de stat.
Memorialul consătenilor căzuți în Al Doilea Război Mondial.

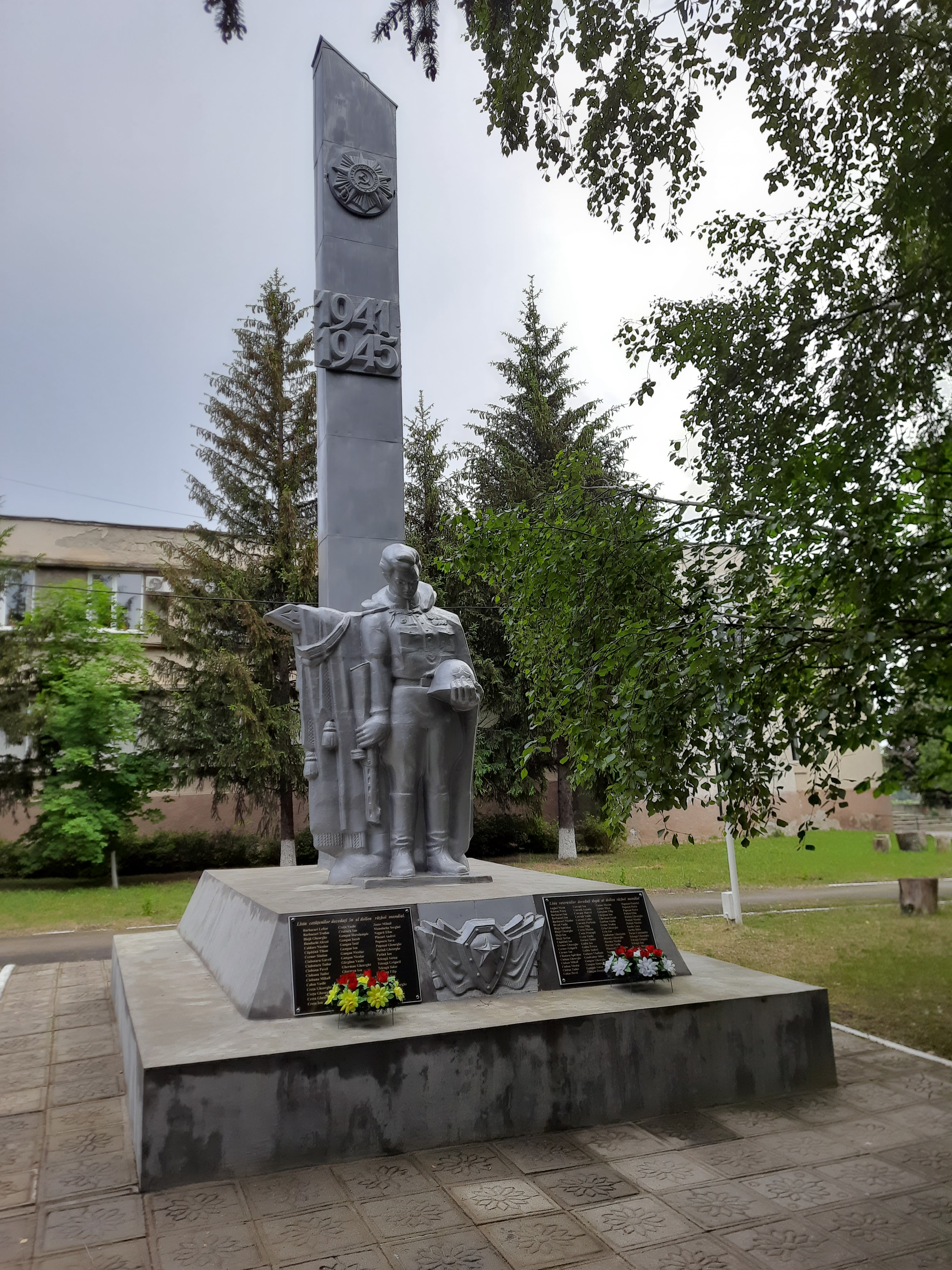
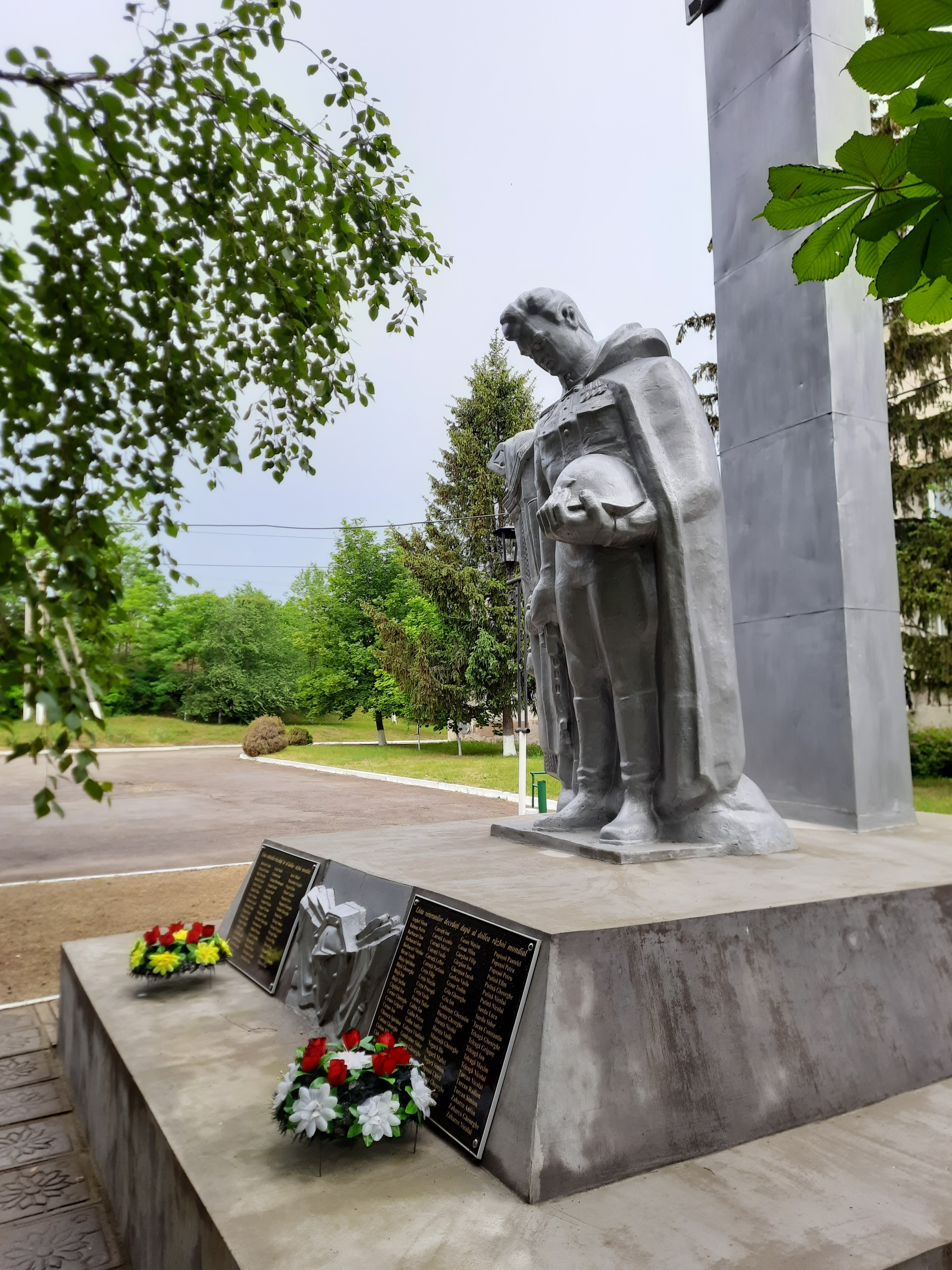
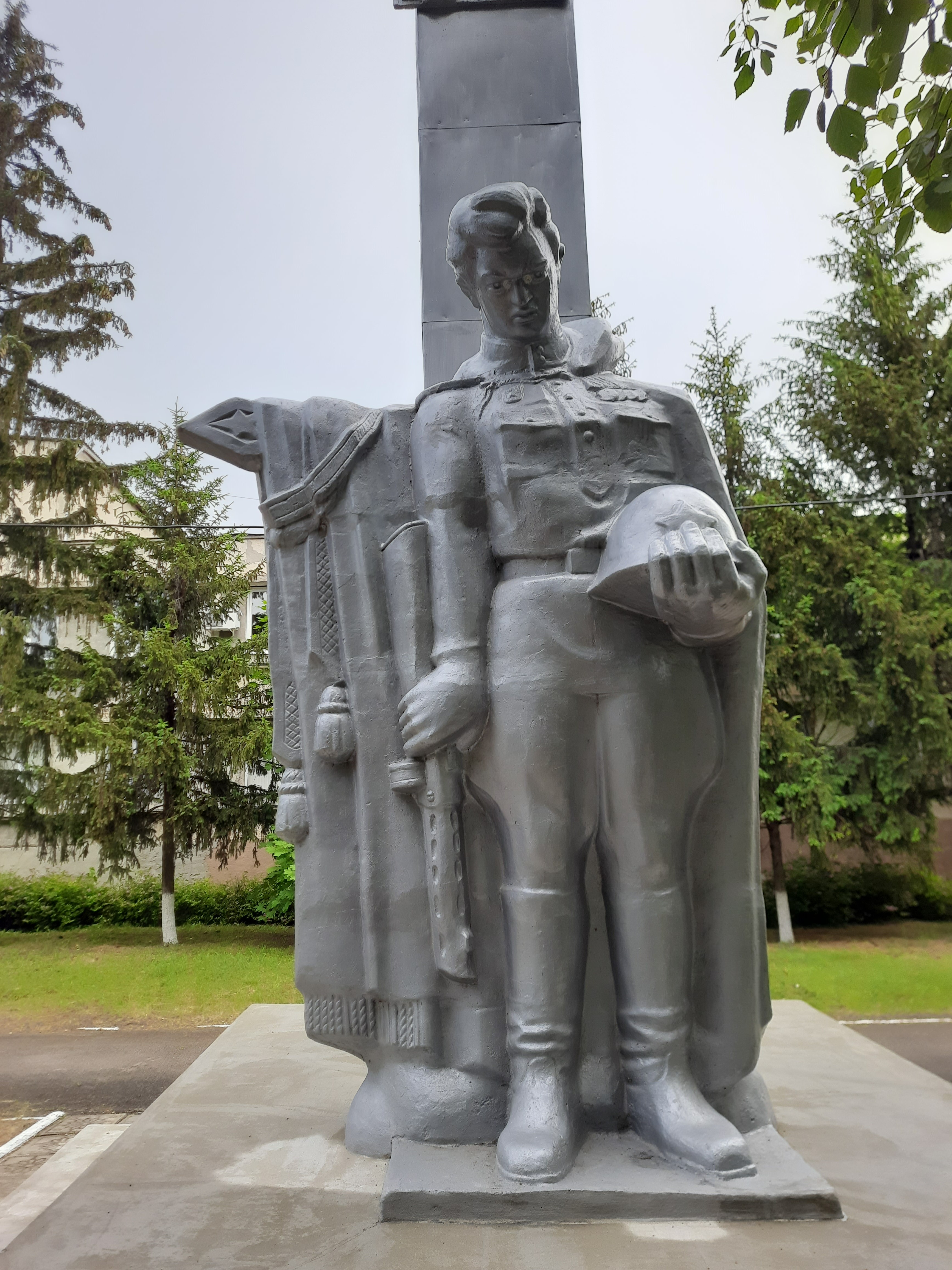
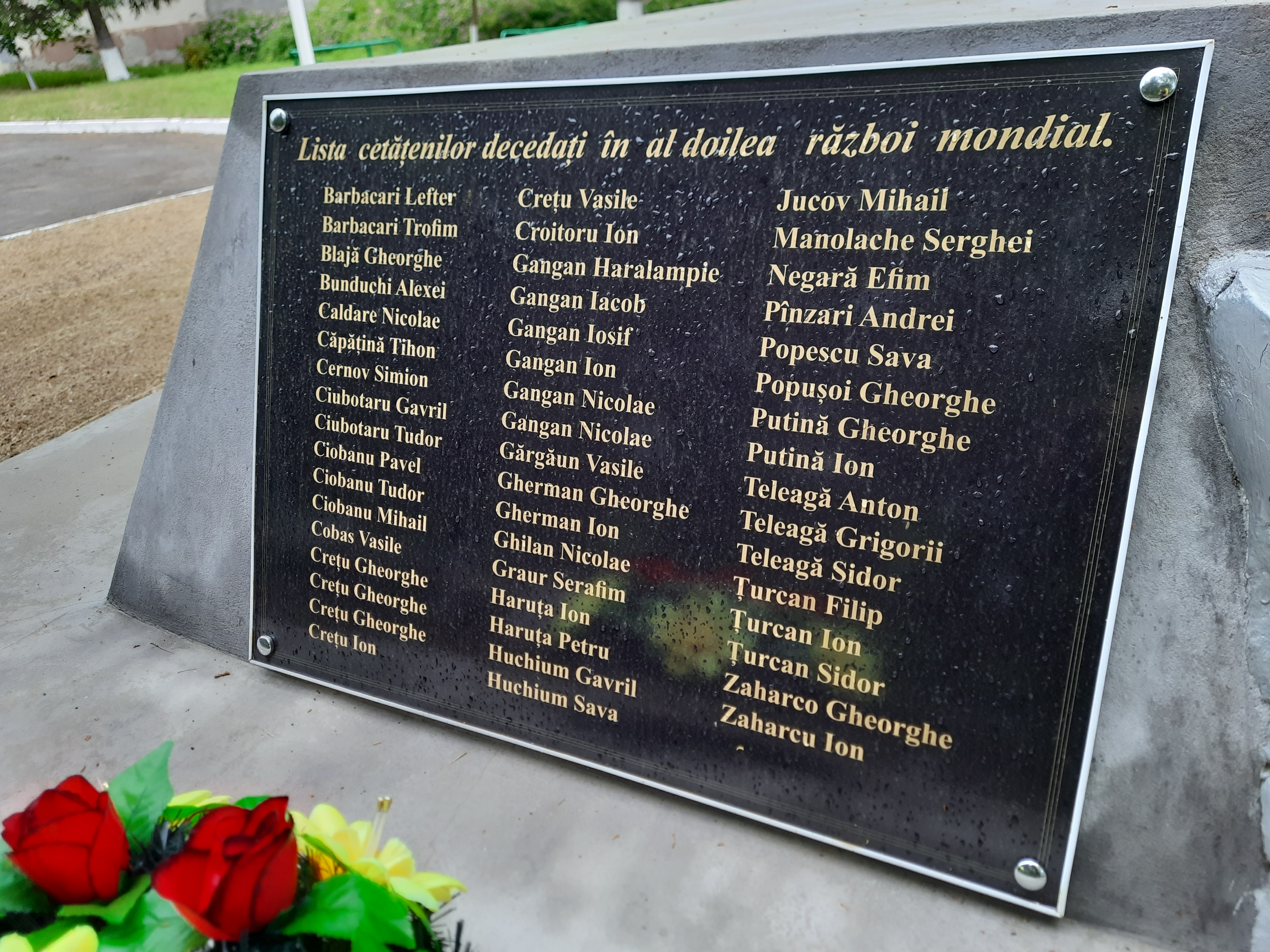
Lista veteranilor decedați în război.
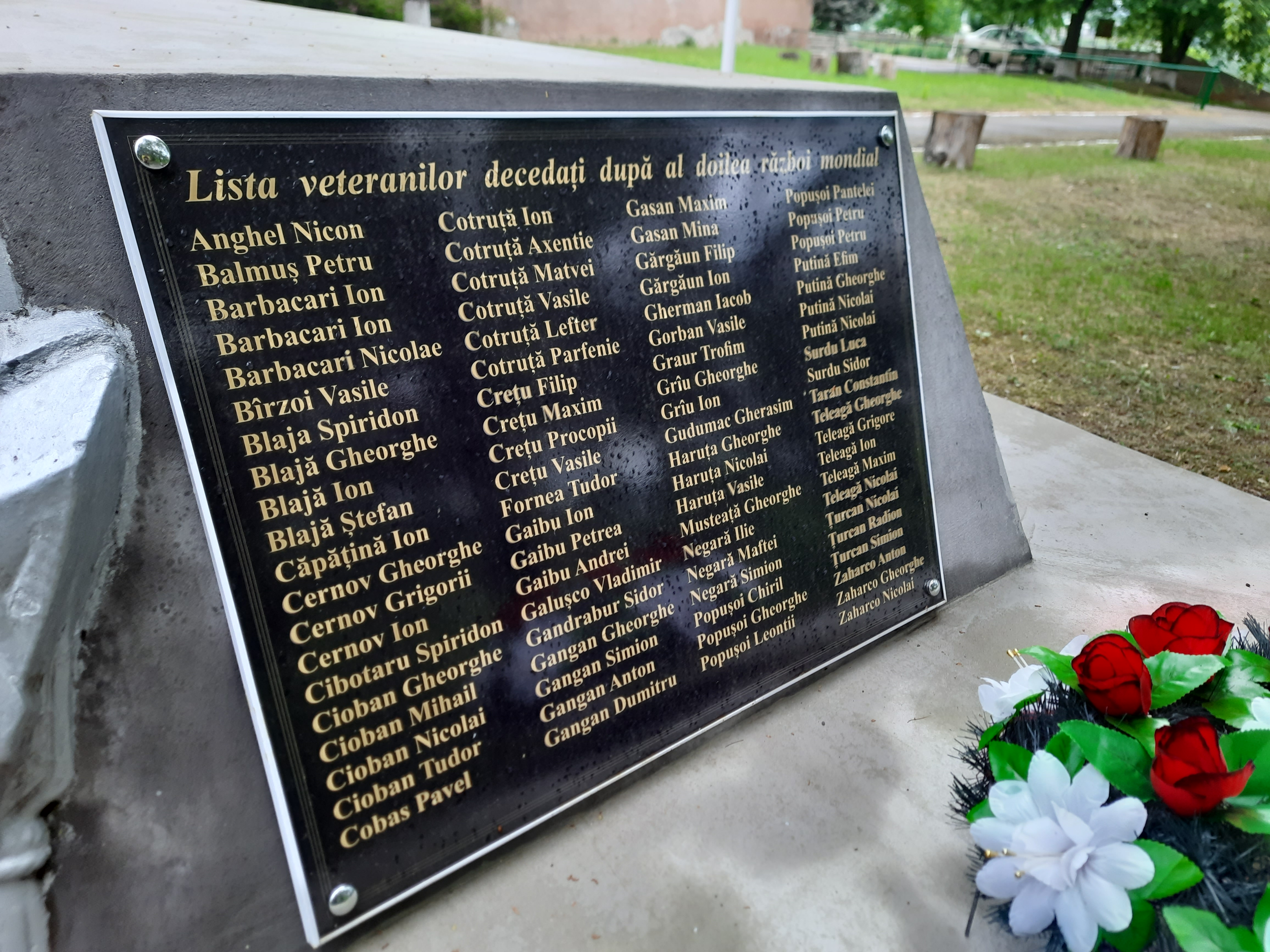
Lista veteranilor decedați după război.

## Personalități

### Născuți în Ciucur-Mingir
- Nicolae Cernov (1893–?), politician moldovean, membru al Sfatului Țării.
- Liuba Dimitriu (1901–1930), poetă română.
- Ilarion Ciobanu (1931–2008), actor român.
- Gheorghe Grâu (n. 1961), actor și poet moldovean.